# 歐坦主教座堂

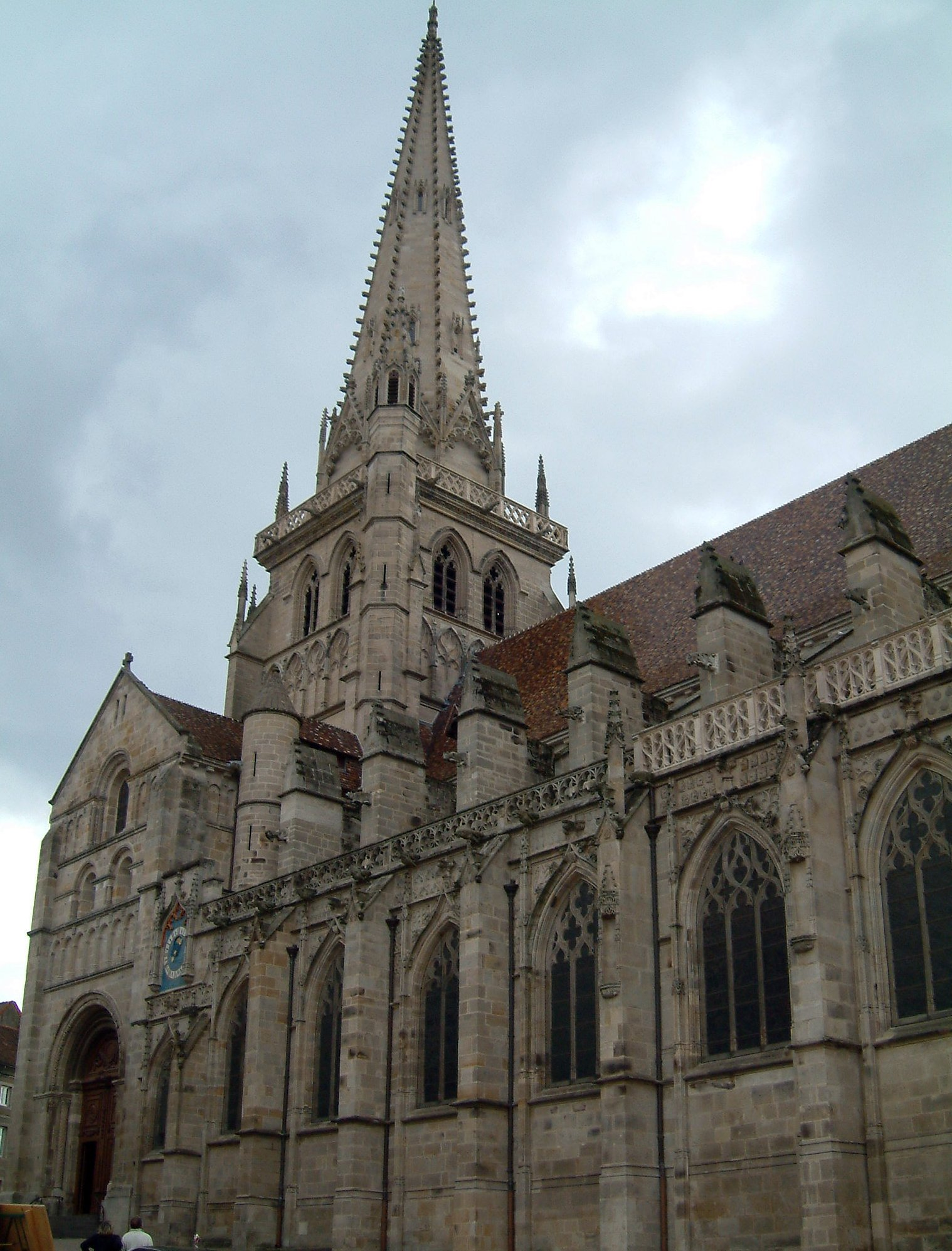
歐坦主教座堂

歐坦主教座堂（法語：Cathédrale Saint-Lazare d'Autun）是位於法國城市歐坦的一座羅馬天主教的主教座堂。歐坦主教座堂是法國的國家紀念建築，以其優美的羅馬式裝飾藝術而聞名。歐坦主教座堂也是天主教歐坦教區的主教座堂。

## 外部連結
- Location （页面存档备份，存于）
- Photos of Gislebertus' Capitals, Tympanum & Eve plus a complete set of Zodiac & Monthly Labours Illustrations

46°56′42″N 4°17′57″E / 46.94500°N 4.29917°E